# Czaczki Małe
Czaczki Małe – wieś w Polsce, położona w województwie podlaskim, w powiecie białostockim, w gminie Turośń Kościelna.
| SIMC    | Nazwa  | Rodzaj    |
| ------- | ------ | --------- |
| 0042636 | Drozdy | część wsi |
| 0042642 | Reki   | część wsi |

W latach 1975–1998 wieś administracyjnie należała do województwa białostockiego.
Wierni kościoła rzymskokatolickiego należą do parafii Najświętszej Maryi Panny Częstochowskiej w Rynkach.